# Parsohiya
Parsohiya (nep. पर्सोहिया) – gaun wikas samiti w zachodniej części Nepalu w strefie Lumbini w dystrykcie Kapilvastu. Według nepalskiego spisu powszechnego z 2001 roku liczył on 482 gospodarstw domowych i 3693 mieszkańców (1769 kobiet i 1924 mężczyzn).